# Myrmozercon aequalis
Myrmozercon aequalis  (лат.) — вид мирмекофильных клещей семейства Laelapidae из отряда Mesostigmata (Dermanyssoidea, Dermanyssina). Австралия: Тасмания. Длина спинного щита 0,85 мм, с плотным покровом дорсальных коротких щетинок длиной 0,012—0,020 мм, маргинальные сеты увеличиваются в длине кзади (0,025—0,078 мм), ширина голени IV пары ног — 0.068 мм; генитальный диск самок овальный, выступая до края тазиков IV пары ног. Ассоциирован с муравьями вида Iridomyrmex gracilis (Lowne) (Hymenoptera).